# Glomerina
Glomerina es un género de foraminífero bentónico considerado homónimo posterior de Glomerina Franke, 1928, y sinónimo posterior de Trochammina de la subfamilia Trochammininae, de la familia Trochamminidae, de la superfamilia Trochamminoidea, del suborden Trochamminina, y del orden Trochamminida. Su especie tipo era Lituola globigerinoides. Su rango cronoestratigráfico abarcaba el Cretácico superior.

## Discusión
Clasificaciones previas incluían Glomerina en el suborden Textulariina del orden Textulariida. Otras clasificaciones lo han incluido en el orden Lituolida.

## Clasificación
Glomerina incluía a la siguiente especie:
- Glomerina globigerinoides †